# Кријежул
Кријежул (фр. Cruéjouls) насеље је и општина у јужној Француској у региону Миди Пирене, у департману Аверон која припада префектури Родез.
По подацима из 2011. године у општини је живело 418 становника, а густина насељености је износила 22,78 становника/km². Општина се простире на површини од 18,35 km². Налази се на средњој надморској висини од 625 метара (максималној 777 m, а минималној 557 m).

## Демографија
| 1962. | 1968. | 1975. | 1982. | 1990. | 1999. | 2011. |
| ----- | ----- | ----- | ----- | ----- | ----- | ----- |
| 417   | 443   | 411   | 364   | 325   | 371   | 418   |

График промене броја становника у току последњих година